# Павильон Канады и мира

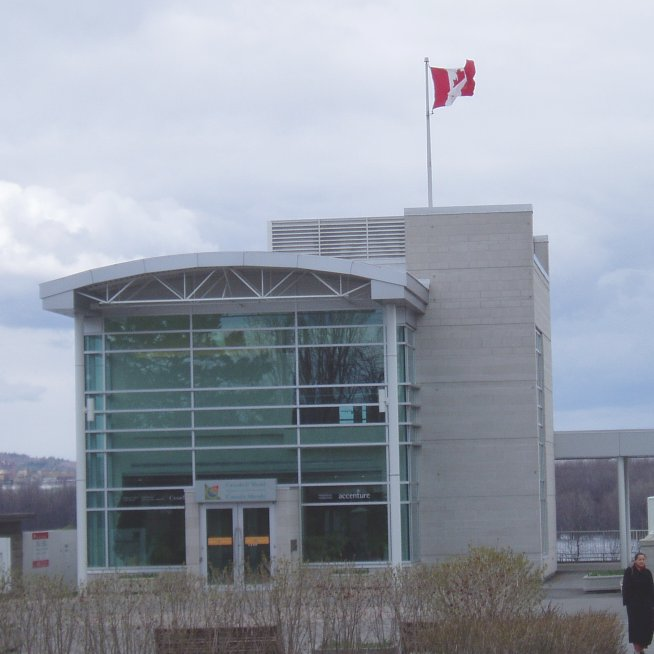
Павильон Канады и мира

Павильон Канады и мира (англ. Canada and the World Pavilion) — бывший небольшой музей в г. Оттава, Канада. Экспозиция была посвящена достижениям Канады в спорте, искусстве, культуре, миротворческих операциях, экономике и науке. Также в музее и на открытом воздухе проводились интерактивные выставки и мероприятия.
К северу от здания музея располагаются водопады Ридо и река Оттава. Рядом, в доме 50 по Сассекс-драйв, располагается посольство Франции в Канаде.
Посещаемость музея была низкой, и музей закрылся осенью 2005 г. 